# Ehemalige Kiesgrube bei Türnich
Koordinaten: 50° 51′ 33″ N, 6° 44′ 6″ O
Das Naturschutzgebiet Ehemalige Kiesgrube bei Türnich liegt auf dem Gebiet der Stadt Kerpen im Rhein-Erft-Kreis in Nordrhein-Westfalen.
Das Gebiet erstreckt sich südöstlich der Kernstadt Kerpen westlich vom Kerpener Stadtteil Türnich. Am östlichen Rand fließt die Erft. Nördlich verläuft die Landesstraße L 496 und westlich die A 61. Nordwestlich erstreckt sich das 206,56 ha große Naturschutzgebiet Kerpener Bruch sowie die südlich angrenzenden Freiflächen und ehemalige Abgrabungsbereiche.

## Bedeutung
Für Kerpen ist seit 2010 ein 15,37 ha großes Gebiet unter der Kenn-Nummer BM-044 als Naturschutzgebiet ausgewiesen. Die Unterschutzstellung erfolgt zur Erhaltung, Entwicklung und Wiederherstellung von Lebensgemeinschaften und Biotopen bestimmter wildlebender Tier- und Pflanzenarten.